# Velleda murina
Velleda murina là một loài bọ cánh cứng trong họ Cerambycidae.